# Unbroken (Katharine McPhee)
Unbroken è il secondo album in studio della cantante statunitense Katharine McPhee, pubblicato nel 2010.

## Tracce
1. It's Not Right (featuring Jason Reeves) – 3:54
2. Had It All – 3:06
3. Keep Drivin – 3:57
4. Last Letter – 3:20
5. Surrender – 3:42
6. Terrified – 3:56
7. How – 3:32
8. Say Goodbye – 3:46
9. Faultline – 4:14
10. Anybody's Heart – 3:21
11. Lifetime – 3:11
12. Unbroken – 4:17
13. Brand New Key – 2:59

## Classifiche
| Classifica (2010) | Posizione raggiunta |
| ----------------- | ------------------- |
| Stati Uniti       | 27                  |